# Lunapark (Łódź)

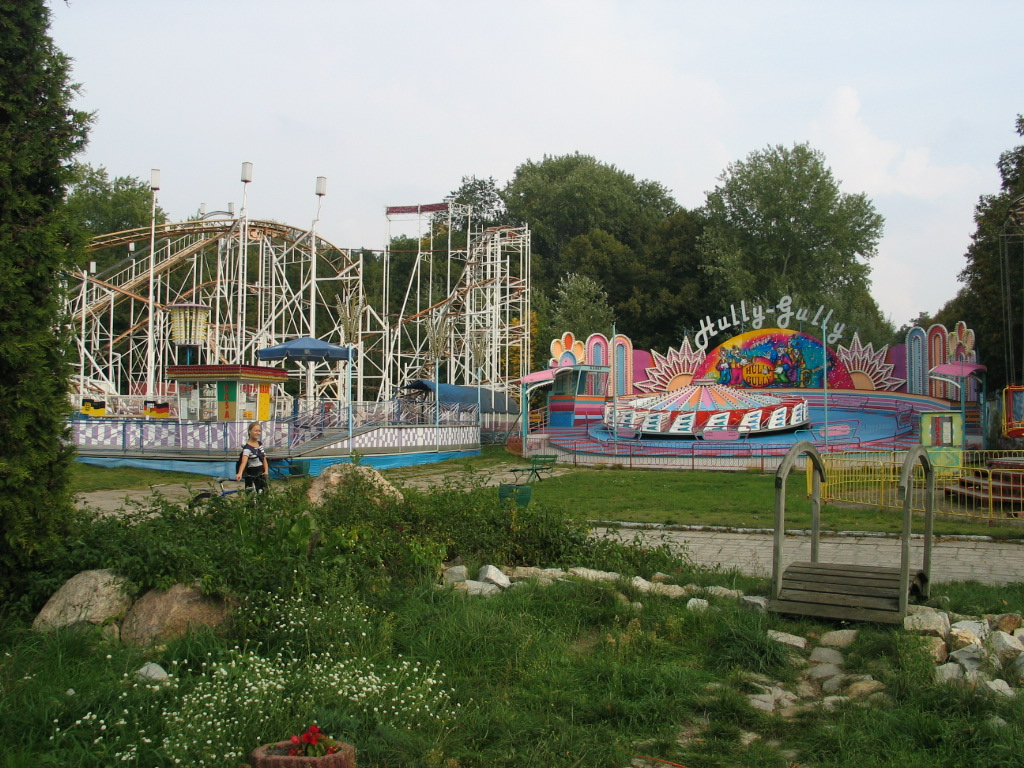
De Jet Star-achtbaan en de Hully Gully-rit in 2006.

Lunapark Łódź ("Luna Park") was een attractiepark in de buurt van de Poolse stad Łódź. Het pretpark werd geopend in 1970 en sloot zijn deuren in januari 2016.
Het pretpark was gelegen in de wijk Polesie, in de buurt van de dierentuin en botanische tuin. Het was een van de onderdelen van het Park na Zdrowiu en telde 38 attracties. Voorbeelden van attracties waren de 14 meter hoge achtbaan Jetstar met een topsnelheid van 50 km/uur, een reuzenrad en twee carrousels uit Wenen.
Het pretpark was gratis toegankelijk en hanteerde een betalingssysteem per attractie. Elk jaar werd het park geopend op Prima aprilis (1 april) en gesloten op de voorlaatste zondag van oktober.
Het Woiwodschap Łódź verzette zich de laatste jaren tegen de locatie van het attractiepark. Overwogen werd om het park te verplaatsen naar een nieuwe plaats op gemeenschappelijke grond. Aangezien het park die laatste jaren weinig bezoekers trok en werd bekritiseerd vanwege de verouderde attracties en de zorgelijke technische toestand, sloot het in januari 2016 zijn deuren.